# Elk River (Minnesota)
Elk River település az Amerikai Egyesült Államok Minnesota államában, Sherburne megyében, melynek megyeszékhelye is. Lakosainak száma 25 835 fő (2020. április 1.).

## Népesség
A település népességének változása:

| 2010 | 22 974 |
| 2020 | 25 835 |